# ۱۳۴۴ (قمری)
۱۳۴۴ (قمری)، هزار و سیصد و چهل و چهارمین سال در گاهشماری هجری قمری است. اول محرم این سال برابر با بیست و دوم ژوئیه سال ۱۹۲۵ میلادی است.

## زادگان
- ۲۵ محرم - محمدتقی جعفری، فیلسوف، مولوی شناس، جامعه شناس، روانشناس و از مفسران نهج البلاغه

## درگذشتگان
- ۱۵ ذیقعده - عبدالجواد ادیب نیشابوری : ادیب ، شاعر ، محقق و مدرس ایرانی.
- محمد رضا درودیان تفرشی نقوسانی، فقیه و شاعر شیعی.

## وابسته
- پوراندخت‌نامه
- شیعه‌ستیزی